# Neocorynura banarae
Neocorynura banarae là một loài Hymenoptera trong họ Halictidae. Loài này được Ducke mô tả khoa học năm 1906.